# Martin Jurkemik
Martin Jurkemik (* 14. listopadu 1989, Bratislava) je slovenský fotbalový obránce, od roku 2013 bez angažmá.

## Fotbalová kariéra
Svoji fotbalovou kariéru začal v FK Inter Bratislava. Mezi jeho další angažmá patří: AC Sparta Praha, FC Zürich, FK Slovan Duslo Šaľa a MFK Ružomberok.